# Šilutė

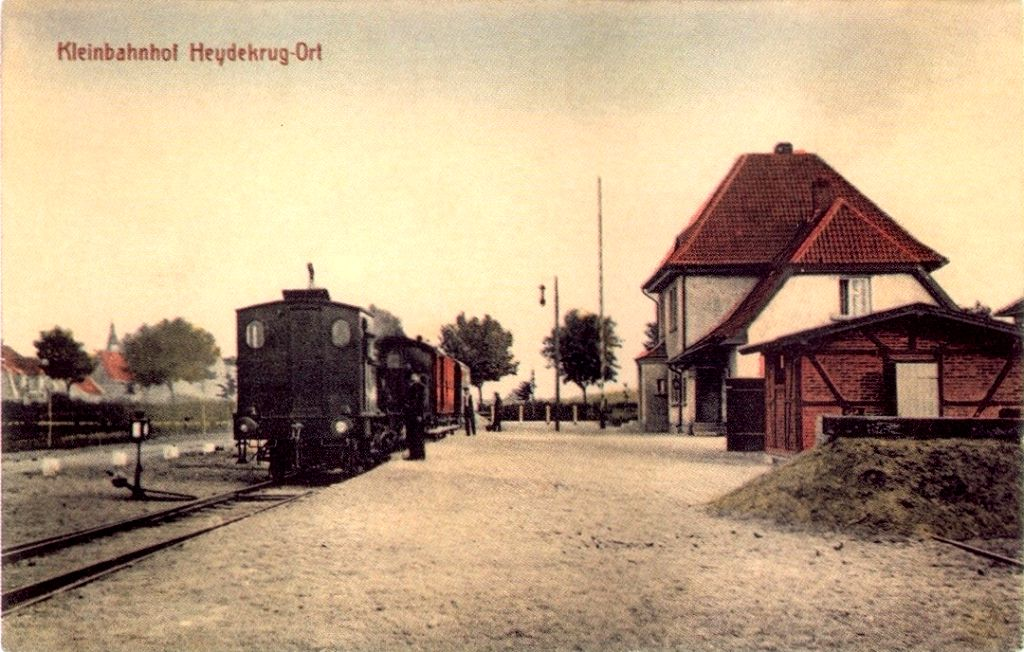
La estación de tren de Šilutė a principios del

Šilutė (anteriormente Šilokarčiama, alemán: Heydekrug) es una ciudad situada en el sur del condado de Klaipėda, Lituania. Es la capital municipal del distrito de Šilutė.
En 2011 tiene 17.775 habitantes, de los cuales el 95,65% son lituanos y el 2,69% son rusos.

## Historia
Un famoso mercado de pescado fue abierto en esta ciudad hace unos 500 años. Al lado de la posada se encuentra una iglesia construida en 1550. Šilutė se fusionó con los pueblos de Werden (Verdainė), Szibben (Žibai), y Cyntionischken (Cintjoniškiai) en 1910, aunque no recibió los derechos de ciudad. Después de la Primera Guerra Mundial se convirtió finalmente en Šilutė. Šilutė fue reclamado por la Alemania Nazi en 1939 cuando ellos adquirieron el territorio Memel. En 1941 finalmente adquirió los derechos de ciudad.

## Ciudades hermanadas
Šilutė está hermanada con las ciudades de:
- Alanya, Antalya, Turquía.
- Cittaducale, Lacio, Italia.
- Emmerich, Renania del Norte-Westfalia, Alemania.
- Gdansk, Pomerania, Polonia.
- Ljungby, Småland, Suecia.
- Ostróda, Varmia y Masuria, Polonia.
- Saldus, Letonia.
- Slavsk, Kaliningrado, Noroeste, Rusia.
- Vellinge, Escania, Suecia.